# All Tomorrow's Parties
All Tomorrow's Parties este un roman distopic științifico-fantastic de William Gibson. A fost publicat prima oară pe 7 octombrie 1999. Este ultimul roman din trilogia Bridge, trilogie care mai cuprinde romanele Virtual Light (1993) și Idoru (1996). Acțiunea se desfășoară în San Francisco, într-un viitorul apropiat și folosește tema transcendenței tehnologice, fizice și spirituale cu un stil mai firesc și mai ancorat în realitate decât în prima sa trilogie, Sprawl.